# Port de Ghazaouet
Le port de Ghazaouet, également connu sous le nom de port d'El Chahid Boudjenane Hamza, est un port mixte en Algérie dédié au commerce et à la pêche. Il est situé dans la commune de Ghazaouet, dans la wilaya de Tlemcen.

## Histoire
Le 10 février 2024, des marins-pêcheurs, des patrons de pêche et des timoniers ont manifesté contre leur transfert vers le port de Sidna Youchaâ, situé à 20 km de Ghazaouet. Ils estiment que cette décision est injuste et impréparée, ne tenant pas compte des besoins en transport et en infrastructures. Les pêcheurs revendiquent leur droit de continuer à exercer leur métier à Ghazaouet, soulignant leur attachement à leur ville d'origine.

## Galerie

Séléction de vues
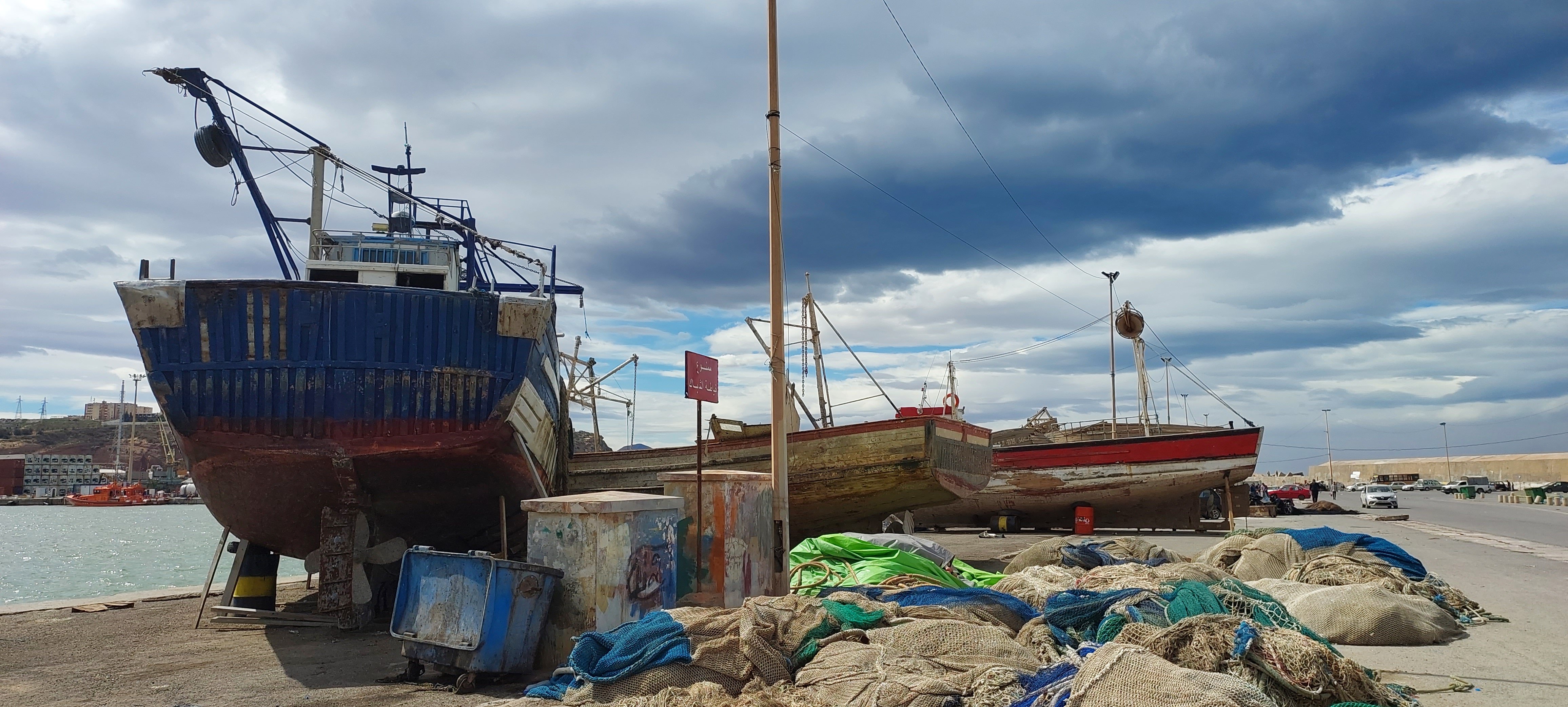
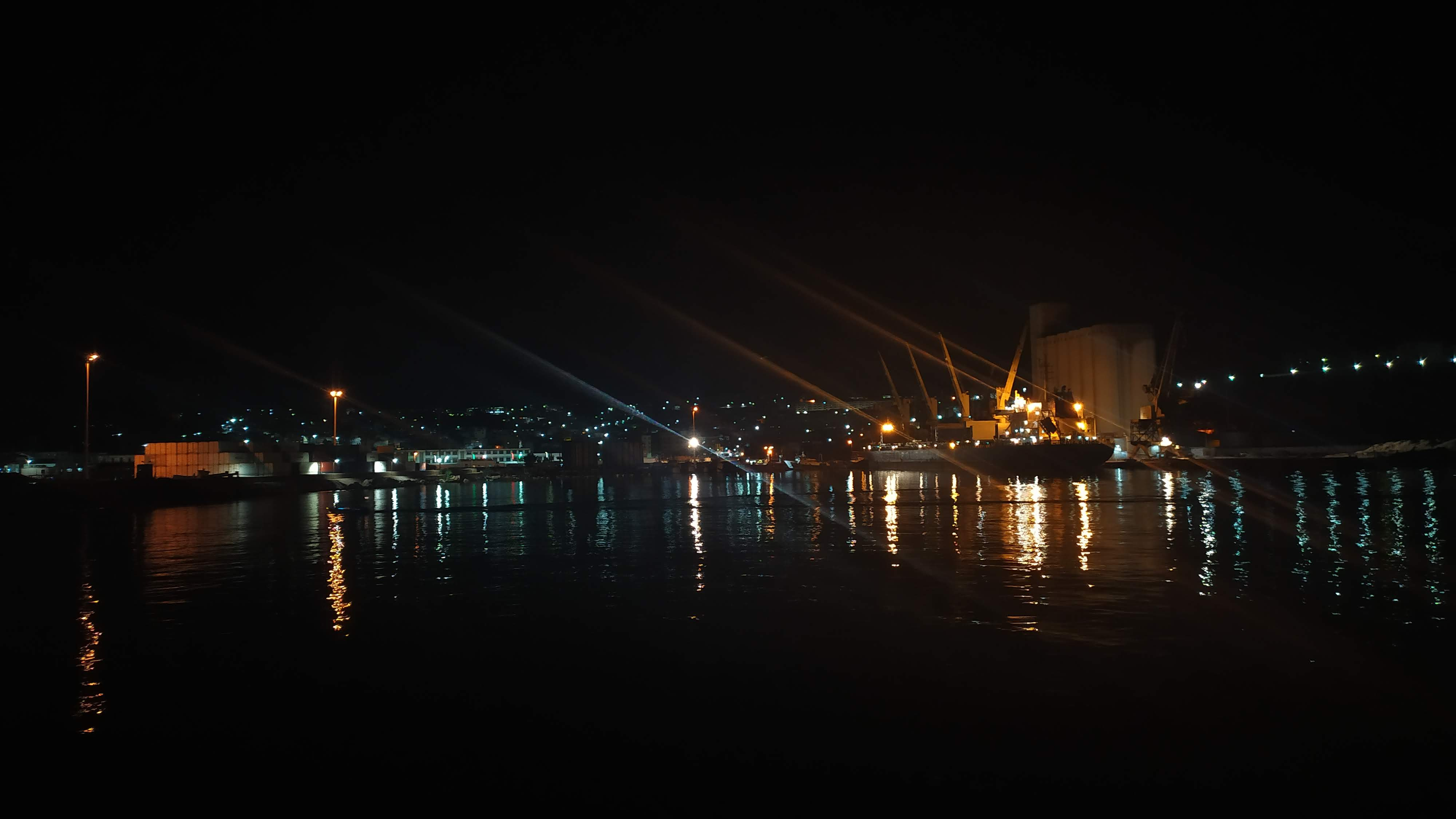
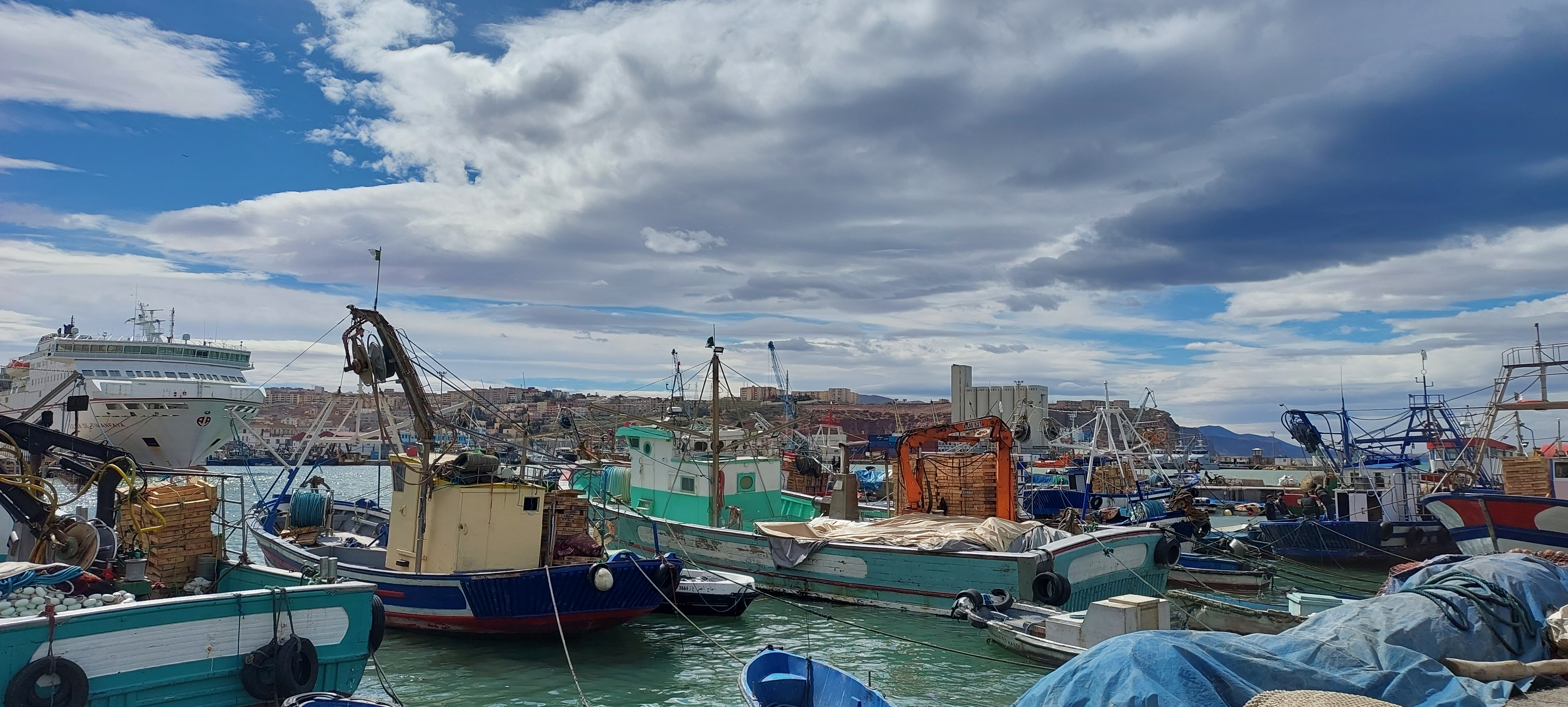
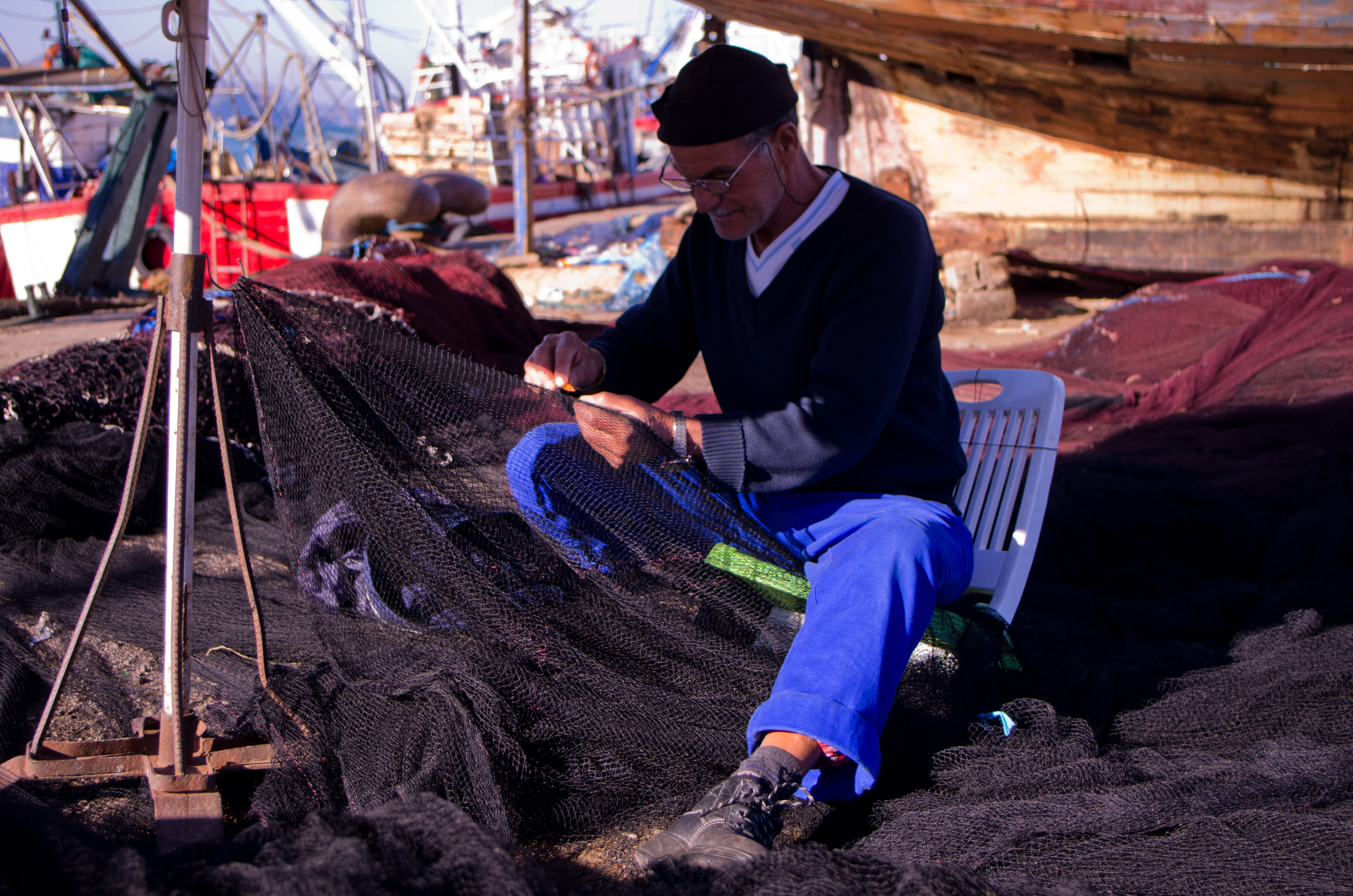